# باويفيو
إزيا فيبر (بالإنجليزية: Isaiah Faber)‏(من مواليد 31 مارس 1999) ، والمعروف باسم باويفيو (بالإنجليزية: Powfu)‏،    هو مغني راب ومغني وكاتب أغاني ومنتج تسجيلات كندي. هو ابن ديف فابر من فرقة فابر درايف . اكتسب شعبية بعد إصدار أول أغنية منفردة له بعنوان ديث باد (كوفي فور يور هيد) ، والتي بلغت ذروتها في المرتبة 23 على بليبورد هوت 100.